# Feldberg (Schwarzwald)
Feldberg (Schwarzwald) este o localitate în districtul Breisgau-Hochschwarzwald, landul Baden-Württemberg, Germania.